# Římskokatolická farnost Hněvotín
Římskokatolická farnost Hněvotín je územní společenství římských katolíků s farním kostelem svatého Leonarda v děkanátu Olomouc.

## Historie farnosti
První písemná zmínka o obci pochází z roku 1078. Ve 14. století byla na místě dnešního kostela menší stavba. Roku 1757 byla postavena barokní fara a až roku 1774 byl postaven barokní kostel sv. Leonarda. Kostel je ohrazen zdí a má vstupní bránu. V Hněvotíně žilo převážně německé obyvatelstvo, obec byla proto až do konce druhé světové války součástí olomouckého jazykového ostrova.

## Duchovní správci
Dlouholetým farářem byl Mons. Dr. Ing. Eduard Krumpolc, Th.D. 
Od 1. ledna 2019 spravoval excurrendo hněvotínskou farnost R. D. Mgr. Ladislav Švirák, farář v u sv. Václava v Olomouci. Od 1. října 2019 spravuje hněvotínskou farnost P. Vojtěch Kološ.

## Bohoslužby
| Kostel           | Místo    | Bohoslužba (den)                                 | Hodina     | Poznámka     |
| ---------------- | -------- | ------------------------------------------------ | ---------- | ------------ |
| svatého Leonarda | Hněvotín | neděle pondělí úterý středa čtvrtek pátek sobota | 8.30 18.00 | farní kostel |

## Aktivity ve farnosti
Každoročně se ve farnosti koná tříkrálová sbírka, v roce 2017 se při ní vybralo 46 286 korun. Výtěžek sbírky v roce 2019 dosáhl 46 292 korun.